# Voie romaine Bordeaux-Astorga

Ab Asturica Burdigalam

La voie romaine Bordeaux-Astorga est une voie romaine qui reliait Burdigala (Bordeaux) à Asturica Augusta (Astorga en Espagne, dans l'actuelle province de Leon). Elle passait par le pays de Born, Dax, Ostabat, Saint-Jean-Pied-de-Port, Roncevaux et Pampelune. Cet axe de communication antique est l'Iter XXXIV de l'Itinéraire d'Antonin. Elle est repérable par des prospections aériennes et sur le terrain.

## Traversée des Landes

### Voie principale
Son itinéraire inconnu a fait l’objet de nombreuses spéculations.
En 2024, la voie est localisée en Gironde. Elle passe par le château de Léognan, transite à l'Est du Barp en direction de Joué puis de Saugnacq. Au sud de Saugnacq, deux itinéraires sont possibles :
1. la voie directe passant par Liposthey et Sindères[1] ;
2. la voie des rivières, un itinéraire alternatif passant par Sabres et par Gouts, dévoilé en 2024[2].

L'identification des villes étapes reste discutée.

### Voie littorale
La partie landaise de la voie est appelée voie romaine littorale. Des photographies aériennes du département des Landes permettent de retrouver l'emplacement de la voie, les anomalies de teintes rendant la voie visible, surtout dans les coupes rases où l’on repère son tracé rectiligne. La prospection sur le terrain montre que la voie, sur cette portion, est installée sur une zone surélevée d’une largeur d’environ 20 m. Elle est constituée par un tassement bombé et de deux fossés extérieurs souvent comblés et à peine visibles.
Une des étapes landaises de cette voie est la station antique de Segosa, située sur l’emplacement actuel de Saint-Paul-en-Born.
Un réseau de chemins primitifs existait déjà pendant la Protohistoire comme celui qui reliait entre elles les petites agglomérations du Bassin d’Arcachon au Sud du Pays de Born. Le conquérant romain transforma et structura ces pistes en grands axes de communication.
On ne dispose que de données restreintes sur le tracé des chemins landais antérieurs à la conquête romaine. Comme souvent, ces itinéraires primitifs d’origine protohistorique évitaient soigneusement les régions marécageuses et le franchissement des cours d’eau. Un premier ensemble de sentiers, étroitement lié aux impératifs économiques (transhumance et négoce notamment) s’est donc constitué.
Plus tard, lors de la conquête romaine, une des préoccupations du conquérant est de doter les nouveaux territoires d’un réseau routier cohérent et pratique pour permettre les déplacements rapides des légions jusque dans les contrées les plus reculées et faciliter la circulation des marchandises et des hommes.

## Traversée du Pays basque
L'Itinéraire d'Antonin mentionne entre Aquae Tarbellicae (Dax) et Pompaelo (Pampelune), les stations de Carasa (Garris ou Ostabat ?), Imus Pyrenaeus (Ugange, sur la commune de Saint-Jean-Pied-de-Port, ou Saint-Jean-le-Vieux ?), Summus Pyrenaeus (col de Roncevaux, col de Lepoeder, ou encore Campaita ?) et Iturissa (Aurizberri, au lieu-dit Alteabalsa, municipalité d'Erro).
Dans sa traversée du Pays basque, la voie passait par les actuels bourgs, hameaux, lieux-dits et cols suivants (du nord au sud) : Harambeltz, Ostabat, Asme, Larceveau, Gamarthe, Lacarre, Iriberry, Saint-Jean-le-Vieux, Saint-Jean-Pied-de-Port, Hontto, Château-Pignon, la croix Thibaud, la brèche de Leizar Ateka, Loibeltx, le col de Bentarte, les ruines d'Elizaxarra, le col de Lepoeder (point culminant de la voie), le col d'Ibañeta (ou col de Roncevaux), Roncevaux, Aurizberri, Bizkarreta-Gerendiain, Lintzoain, le col d'Erro, Zubiri, Pampelune, etc. Entre Hontto et Roncevaux aucune indication sur le terrain ne donne le nom des endroits traversés. Plusieurs cartes détaillées et la littérature spécialisée (voir bibliographie) sont nécessaires pour glaner ces toponymes.
Sur plusieurs segments de son tracé la voie romaine est parcourue par le chemin de Saint-Jacques-de-Compostelle qui est balisé et porte le nom de Camino navarro.
Dans sa traversée de la montagne, plusieurs segments de la voie ne sont pas goudronnés, le plus long étant celui qui quitte la D 423 à la croix Thibaud, passe par la brèche de Leizar Ateka, Loibeltx, le col de Bentarte, les ruines d'Elizaxarra et le col de Lepoeder où de nouveau une route goudronnée la côtoie jusqu'au col d'Ibañeta (col de Roncevaux) et Roncevaux. Le col de Lepoeder, point culminant de la voie (1 429 m d'altitude selon les données IGN), est surplombé à l'est par une butte qui offre une vue plongeante sur Roncevaux, bourg situé sur le tracé antique.

## Recherches
Un programme international appelé De Hispania in Aquitaniam : itinéraires et chemins d'Espagne et d'Aquitaine sous l'Empire romain est mené par l'Institut Ausonius (UMR-5607) de l'Université de Bordeaux III.

## Musées
- Musée archéologique municipal de Sanguinet
- Musée du camp romain de Saint-Jean-le-Vieux

### Secteur Pays basque
- Louis de Buffières, L'itinéraire d'Antonin : Étude sur la localisation des stations de Summus Pyrenaeus, Imus Pyrenaeus et Carasa, Bulletin du Musée Basque, 2e semestre 2003, no 162
- Louis de Buffières et Jean-Michel Desbordes, De la voie romaine au chemin de Saint-Jacques : Le franchissement du port de Cize, Société d'Études basques, 2006,  (ISBN 2-910023-80-X)